# Allied Irish Banks
Pour les articles homonymes, voir AIB.
Allied Irish Banks plc ou plus simplement AIB est une banque basée en Irlande. AIB est une des quatre grandes banques irlandaises. Elle ne doit pas être confondue avec Anglo Irish Bank avec laquelle elle partage les mêmes initiales. 
C'est une banque commerciale mais aussi une banque de financement, d'investissement et de marché. 

## Histoire
En  2009,  la banque est nationalisée et obtient une aide de l’État de 21 milliards d'euros pour la sauver de la faillite.
En 2017, l’état irlandais envisage de céder 25 % des parts de la banque, à hauteur de 3 milliards d'euros, L'entreprise sera en partie cotée à Londres et à Dublin.
En mars 2021, AIB annonce l'acquisition de Goodbody Stockbrokers, une ancienne filiale de courtage qu'il avait dû vendre à cause de ses difficultés financières, pour 138 millions d'euros.
En juin 2021, NatWest annonce vendre ses activités de crédits en Irlande à Allied Irish Banks.

## Services
AIB a un des plus grands réseaux d'agences en Irlande. Seule Bank of Ireland rivalise. AIB propose un éventail important de services pour les particuliers et entreprises : emprunts, cartes de crédit, assurances, courtage en valeurs mobilières (GoodBody Stockbrokers), planification financière...  De plus, elle a une part de 24 % dans le groupe M&T Bank aux États-Unis et de 70,4 % dans Bank Zachodni en Pologne.  AIB agit dans plusieurs marchés et cherche à croître en Irlande et ailleurs.

## Actionnaires
Liste des principaux actionnaires au 29 octobre 2019
| Etat Irlandais                         | 71,1% |
| International Value Advisers           | 3,07% |
| Newton Investment Management           | 1,48% |
| Massachusetts Financial Services       | 1,00% |
| Canada Pension Plan Investment Board   | 0,96% |
| The Vanguard Group                     | 0,82% |
| BNP Paribas Asset Management France    | 0,79% |
| JPMorgan Asset Management              | 0,70% |
| Amundi Ireland                         | 0,66% |
| Capital Research & Management (Global) | 0,61% |